# Richard Heinzel
Richard Heinzel, född den 3 november 1838 i Capo d’Istria, död den 4 april 1905 i Wien, var en österrikisk språkforskare.
Heinzel blev 1868 professor vid universitetet i Graz och 1873 i Wien. Utom några medeltidsskalders skrifter utgav han Über die Endsilben der altnordischen Sprache (1877) och Beschreibung der isländischen Sage (1881), avhandlingar om Nibelungensagan (1885), Hervararsagan (1887), Waltherssagan (1888), Östgotiska hjältesagan (1889), Orendel (1892), forntyska dramat (1896, 1898) och slutligen, jämte Ferdinand Detter, Sæmundar Edda (1903), vars anmärkningar innehåller värdefulla syntaktiska samlingar.